# Liste der Bodendenkmale in Großwoltersdorf
Die Liste der Bodendenkmale in Großwoltersdorf enthält alle Bodendenkmale der brandenburgischen Gemeinde Großwoltersdorf und ihrer Ortsteile. Grundlage ist die Veröffentlichung der Landesdenkmalliste mit dem Stand vom 31. Dezember 2020. Die Baudenkmale sind in der Liste der Baudenkmale in Großwoltersdorf aufgeführt.

## Altglobsow
| Gemarkung         | Flur | Kurzansprache | Bodendenkmalnummer | Bemerkung | Bild |
| ----------------- | ---- | --- | ------------------ | --------- | ---- |
| Altglobsow (Lage) | 1    | Siedlung slawisches Mittelalter, Glashütte Neuzeit, Einzelfund Urgeschichte, Dorfkern deutsches Mittelalter, Siedlung Eisenzeit, Dorfkern Neuzeit | 70261              |           |      |
| Altglobsow (Lage) | 1    | Produktionsstätte Neuzeit | 70262              |           |      |

## Buchholz
| Gemarkung       | Flur | Kurzansprache                   | Bodendenkmalnummer | Bemerkung | Bild |
| --------------- | ---- | ------------------------------- | ------------------ | --------- | ---- |
| Buchholz (Lage) | 3    | Siedlung Ur- und Frühgeschichte | 70326              |           |      |

## Burow
| Gemarkung    | Flur | Kurzansprache                     | Bodendenkmalnummer | Bemerkung | Bild |
| ------------ | ---- | --------------------------------- | ------------------ | --------- | ---- |
| Burow (Lage) | 1    | Rast- und Werkplatz Paläolithikum | 70269              |           |      |
| Burow (Lage) | 1    | Rast- und Werkplatz Mesolithikum  | 70270              |           |      |
| Burow (Lage) | 1    | Rast- und Werkplatz Mesolithikum  | 70271              |           |      |

## Großwoltersdorf
| Gemarkung              | Flur | Kurzansprache                                    | Bodendenkmalnummer | Bemerkung | Bild |
| ---------------------- | ---- | ------------------------------------------------ | ------------------ | --------- | ---- |
| Großwoltersdorf (Lage) | 1, 2 | Dorfkern deutsches Mittelalter, Dorfkern Neuzeit | 70353              |           |      |
| Großwoltersdorf (Lage) | 2, 3 | Siedlung Urgeschichte                            | 70354              |           |      |
| Großwoltersdorf (Lage) | 3, 4 | Siedlung Ur- und Frühgeschichte                  | 70355              |           |      |

## Wolfsruh
| Gemarkung       | Flur | Kurzansprache                           | Bodendenkmalnummer | Bemerkung | Bild |
| --------------- | ---- | --------------------------------------- | ------------------ | --------- | ---- |
| Wolfsruh (Lage) | 1    | Siedlung slawisches Mittelalter         | 70495              |           |      |
| Wolfsruh (Lage) | 1    | Siedlung Ur- und Frühgeschichte         | 70496              |           |      |
| Wolfsruh (Lage) | 1    | Siedlung Urgeschichte                   | 70497              |           |      |
| Wolfsruh (Lage) | 1    | Dorfkern Neuzeit, Siedlung Urgeschichte | 70498              |           |      |

## Zernikow
| Gemarkung       | Flur | Kurzansprache                                    | Bodendenkmalnummer | Bemerkung | Bild |
| --------------- | ---- | ------------------------------------------------ | ------------------ | --------- | ---- |
| Zernikow (Lage) | 1    | Dorfkern deutsches Mittelalter, Dorfkern Neuzeit | 70499              |           |      |